# دونالد دبليو. توماس
دونالد دبليو. توماس هو عالم بيئة كندي، ولد في 1 يوليو 1953، وتوفي في 30 مايو 2009 بسبب سكتة.